# 地獄的居家工作 電腦戰士Yasuda對暗黑企業
《地獄的居家工作 電腦戰士Yasuda對暗黑企業》是2020年的日本短篇電影。中元雄執導，完全遠端制作。
受新型冠狀病毒疫情影響，人們紛紛避免外出，此短篇電影作品所有工作均在家完成，畫面均為演員自拍得來。2020年4月15日，導演中元雄宣布製作計劃，招募主要女性角色演員。22日，招募飾演公寓房客的龍套演員。5月3日，作品在中元的YouTube頻道公開。
2018年，中元觀賞當時上映的美國電影《人肉搜尋》（Searching），深受感動，決定在本作採用類似手法，全片構成差不多都是PC画面，演員則出現在FaceTime視窗中。片尾的故事展開受到《街頭技巧 Street Technique》影響。
本作公開後，申請参加松竹舉辦的「#遠端電影節」（#リモート映画祭）。雖然片長超過規定，但由於是在電影節舉辦前制作，最終獲得特別参加許可。
同樣製作過遠端電影的電影導演上田慎一郎，高度評價本作的娛樂性及技術能力，指片尾的故事展開有緊張感。電影導演松本大樹看過本作及上田的《屍殺片場!遠程大作戰!》後，開始制作遠端電影《遙遠之扉》（はるかのとびら）。

## 故事簡介
程式設計師Yasuda喜歡偷拍。他在搬到隔壁的女性房間內裝上攝影機，避免外出期間以偷窺為樂。在公司的遠端会議上被批評後，為發泄怨氣，Yasuda又開始偷窺隔壁的女性，卻發現女性做出意想不到的行動。Yasuda能否成為英雄？

## 演員
Yasuda
演 - 
住在202号室。受防疫措施影響，在家工作。入職5年的廢柴程式設計師，喜歡偷拍的變態。容易驚惶失措。
Suzuki
演 - 豐田真希
搬到Yasuda隔壁203号室的女性。衣櫃裏有防護服。
Takahashi
演 - 茶谷優太
Yasuda的朋友。不願避免外出，想外出飲酒。
社長
演 - 大迫茂生
Yasuda所在公司的社長。養猫。
Ueno
演 - 
Yasuda的上司。雙面性格，社長挂電話後會吸煙。經常教訓做不好工作的Yasuda。
Terao
演 - 寺尾海史
Yasuda的前輩。
瑜伽女
演 - 田中聖樹子
與Yasuda同公寓，住在Suzuki隔壁204号室，與Yasuda對門。
色鬼男
演 - 齋藤友曉
與Yasuda同公寓，住在Yasuda正下方的102号室。
直播女
演 - 山本愛生
與Yasuda同公寓，住在Yasuda隔壁201号室，與Suzuki對門。在網上戴口罩直播。吸煙者。
好吃鬼
演 - 
與Yasuda同公寓，住在305号室。肥胖。
警察官
演 - 曾我真臣（声）
Yasuda報警後，來到公寓的警察。正片中只有聲音。
公寓房客

## 製作人員
- 監督、脚本、編輯、PC画面制作：中元雄
- 音樂：masaki kawasaki
- 混音工程師：伊藤隆文
- 標題設計：髙橋剛士
- 構思協力、劇中文章、宣傳文字制作：寒川亘揮
- 編輯協力：江森聖弥

## 外部連結
- YouTube上的